# 彭德顿营海军陆战队航空站
彭德顿营海军陆战队航空站（英語：Marine Corps Air Station Camp Pendleton, MCAS Camp Pendleton）是美国海军陆战队位于美国加州彭德顿营的航空站。